# Limnophora vicaria
Limnophora vicaria är en tvåvingeart som först beskrevs av Walker 1853.  Limnophora vicaria ingår i släktet Limnophora och familjen husflugor. Inga underarter finns listade i Catalogue of Life.